# Trinity (Carolina del Norte)
Trinity es una ciudad ubicada en el condado de Randolph y en el estado estadounidense de Carolina del Norte. La localidad en el año 2000, tenía una población de 6.690 habitantes en una superficie de 44 km², con una densidad poblacional de 152.9 personas por km².

## Geografía
Trinity se encuentra ubicada en las coordenadas 35°52′25″N 80°0′37″O / 35.87361, -80.01028. Según la Oficina del Censo, la localidad tiene un área total de 44 km² (17,0 mi²), de la cual 43,8 km² (16,9 mi²) es tierra y 0,3 km² (0,1 mi²) (0.59%) es agua.

### Localidades adyacentes
El siguiente diagrama muestra a las localidades en un radio de 20 kilómetros (12,4 mi) de Trinity.

## Demografía
En el 2000 la renta per cápita promedia del hogar era de $43.277, y el ingreso promedio para una familia era de $48.838. El ingreso per cápita para la localidad era de $21.068. En 2000 los hombres tenían un ingreso per cápita de $35.498 contra $22.208 para las mujeres. Alrededor del 8.60% de la población estaba bajo el umbral de pobreza nacional.